# コロンビア大学出版

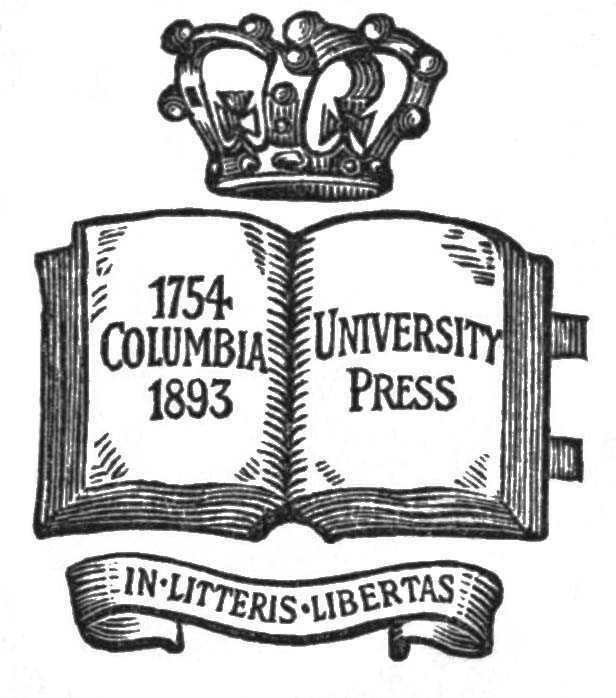
コロンビア大学出版が使用していた初期のロゴの一つ

コロンビア大学出版（コロンビアだいがくしゅっぱん、英語: Columbia University Press）は、ニューヨークを拠点とする大学出版社。コロンビア大学と提携している。主に人文科学と自然科学に関する書籍を出版しており、特に文学・文化研究、歴史、ソーシャルワーク、社会学、宗教、映画、国際学の分野を扱っている。

## 歴史
1893年創立。コロンビア大学出版は『コロンビア百科事典』（1935年–）、『コロンビア・グレンジャー詩歌索引』（オンライン版は『コロンビア・オンライン詩歌ワールド』）、『コロンビア世界地名集』（オンライン版あり）といった参考図書の出版や、音楽出版で知られている。
オンライン出版としては、1998年にアメリカの大学出版として初の電子形式で「Columbia International Affairs Online」(CIAO) を公開し、2009年に「Columbia Earthscape」を立ち上げた。

## インプリント
2011年、コロンビア大学出版は、イギリスのウォールフラワー出版を買収した。